# كوني كروذرز
كوني كروذرز (بالإنجليزية: Connie Crothers)‏ هي معلمة موسيقى وعازفة بيانو وعازفة جاز أمريكية، ولدت في 2 مايو 1941 في بالو ألتو في الولايات المتحدة، وتوفيت في 13 أغسطس 2016 بسبب سرطان الرئة.

## وصلات خارجية
- كوني كروذرز على موقع IMDb (الإنجليزية)
- كوني كروذرز على موقع ميوزك برينز (الإنجليزية)
- كوني كروذرز على موقع ديسكوغز (الإنجليزية)